# Žumara (biljni rod)
Žumara (trahikarpus; lat. lat. Trachycarpus), biljni rod vazdazelenih palmi iz porodice palmovki., 
Pripada mu deset vrsta koje rastu od Himalaje do Kine i Indokine. Jedna vrsta, Trachycarpus fortunei, uvezena je i po drugim državama, uključujući i Hrvatsku , i gdje je poznata kao visoka žumara. 
Biljka poznata kao niska žumara, lat. Chamaerops humilis, ne pripada rodu žumara.

## Vrste
1. Trachycarpus fortunei (Hook.) H.Wendl.
2. Trachycarpus geminisectus Spanner, Gibbons, V.D.Nguyen & T.P.Anh
3. Trachycarpus latisectus Spanner, Noltie & Gibbons
4. Trachycarpus martianus (Wall. ex Mart.) H.Wendl.
5. Trachycarpus nanus Becc.
6. Trachycarpus oreophilus Gibbons & Spanner
7. Trachycarpus princeps Gibbons, Spanner & San Y.Chen
8. Trachycarpus ravenii Aver. & K.S.Nguyen
9. Trachycarpus takil Becc.
10. Trachycarpus ukhrulensis M.Lorek & K.C.Pradhan